# Oeonistis bistrigata
Oeonistis bistrigata är en fjärilsart som beskrevs av Rothschild 1912. Oeonistis bistrigata ingår i släktet Oeonistis och familjen björnspinnare. Inga underarter finns listade i Catalogue of Life.